# Fest-Marsch (1847)
Den här artikeln handlar om Fest-Marsch op. 49, ej att förväxlas med Fest-Marsch (1893) op. 452.
Fest-Marsch, op. 49, är en marsch av Johann Strauss den yngre från 1847.

## Historia
Marschen spelades första gången vid en festkonsert på ett kaffehus i Wien den 29 augusti 1847. Förutom marschen spelades även Marien-Polka (som aldrig publicerades och som är förkommen) och valsen Wilde Rosen. Marschen framfördes av Strauss orkester tillsammans med en regementsorkester. Originalpartituret har inte överlevt och noterna till marschen gavs aldrig ut heller. Dagens inspelningar bygger på arrangemang utifrån klaverutdraget.

## Om marschen
Speltiden är ca 3 minuter och 31 sekunder plus minus några sekunder beroende på dirigentens musikaliska tolkning.

## Weblänkar
- Dynastin Strauss 1847 med kommentarer om Fest-Marsch.
- Der Fest-Marsch i Naxos-utgåvan.